# Hiawatha (Kansas)
Hiawatha ist eine Stadt im Brown County im Bundesstaat Kansas in den Vereinigten Staaten. Sie ist zugleich Sitz der Countyverwaltung (County Seat).

## Geschichte
Die Stadt wurde 1857 gegründet und gehört damit zu den ältesten Orten in Kansas. Benannt wurde Hiawatha nach dem Gedicht Das Lied von Hiawatha von Henry Wadsworth Longfellow. Bereits 1858 wurde die Stadt Verwaltungssitz des Brown County. Die Hauptstraße trägt den Namen Oregon Street und erinnert an den historischen Oregon Trail, weitere Straßen wurden nach indigenen Stämmen benannt.
Seit 1914 findet in Hiawatha ununterbrochen eine Halloween-Parade statt, die als die älteste kontinuierlich abgehaltene der Vereinigten Staaten gilt.
Laut John L. Goldwater dient die Stadt als Vorlage der fiktiven Stadt Riverdale. Goldwater kam mit 17 Jahren per Anhalter in die Stadt.

## Geografie
Nach Angaben des United States Census Bureau umfasst die Stadt 6,71 km² Fläche, ausschließlich Landfläche.

## Klima
Nach der Klimaklassifikation nach Köppen und Geiger liegt Hiawatha im Bereich des feucht-kontinentalen Klimas (Dfa) mit heißen Sommern und kalten Wintern.

## Sehenswürdigkeiten
- Das Davis Memorial auf dem Mount Hope Cemetery, ein Marmormausoleum aus den 1930er Jahren. Es zählt zu den touristischen Anziehungspunkten der Stadt und ist seit 1977 im National Register of Historic Places.[6]
- Die historische Stadtuhr von 1891 am Oregon Street Square gilt als einzige dieser Art zwischen Indianapolis und Denver.
- Das Brown County Historical Museum sowie das Brown County Agriculture Museum dokumentieren die Geschichte der Region und der Landwirtschaft.

## Bildung
Hiawatha wird durch den Schulbezirk Hiawatha USD 415 betreut. Wichtige Einrichtungen sind die Hiawatha High School, die Middle School und die Elementary School. Das Maskottchen der Teams sind die „Red Hawks“.

## Freizeit
Die Stadt verfügt über mehrere Sport- und Freizeitanlagen, darunter den Bruning Park für Baseball und Softball sowie den Noble Park mit Fußball- und Baseballfeldern. Beliebtes Naherholungsgebiet ist der Hiawatha City Lake im Süden der Stadt.

## Verkehr
Durch Hiawatha verläuft der U.S. Highway 36, der die Stadt mit St. Joseph im Osten und Marysville im Westen verbindet.

## Persönlichkeiten
- John L. Goldwater (1916–1999), Mitbegründer von Archie Comics
- John McLendon (1915–1999), Basketballtrainer, Mitglied der Basketball Hall of Fame
- Tod D. Wolters (* 1960), Vier-Sterne-General der United States Air Force